# فیرز
فیرز (به لاتین: Fierzë) یک روستا در آلبانی است که در ناحیه الباسان واقع شده‌است.